# Tingliang
Tingliang (kinesiska: 亭亮乡, 亭亮) är en socken i Kina. Den ligger i den autonoma regionen Guangxi, i den södra delen av landet, omkring 130 kilometer sydväst om regionhuvudstaden Nanning. Antalet invånare är 28275. Befolkningen består av 13 237 kvinnor och 15 038 män. Barn under 15 år utgör 21,0 %, vuxna 15-64 år 69 %, och äldre över 65 år 9,0 %.
Genomsnittlig årsnederbörd är 1 982 millimeter. Den regnigaste månaden är augusti, med i genomsnitt 419 mm nederbörd, och den torraste är januari, med 25 mm nederbörd.